# Primera División de Dinamarca 2016-17
La Primera División de Dinamarca 2016-17, será la 21.ª edición de la Primera División de Dinamarca, la segunda categoría de fútbol de este país por debajo de la Superliga. La temporada comenzó el 12 de agosto de 2016 y concluirá en junio de 2017.

## Ascensos y descensos
| Pos. | de Primera División de Dinamarca 2015/16 |
| ---- | ---------------------------------------- |

| Pos. | de Segunda División de Dinamarca 2015/16 |
| ---- | ---------------------------------------- |

## Formato de competencia
Cada equipo se enfrenta entre sí en 3 ocasiones: en las 2 primeras rondas hay partidos en casa y de visita, mientras que para el tercer partido se establece el campo dependiendo de como haya quedado en la temporada anterior. El equipo con menos puntos descienden a la Segunda División Danesa.

## Tabla de posiciones
- Actualizado al 04 de agosto de 2016. Fuente: UEFA.com (Español)

|  |     | Equipo        | PJ | PG | PE | PP | GF | GC | DG | PTS |
|  | --- | ------------- | -- | -- | -- | -- | -- | -- | -- | --- |
|  | 1.  | Nykøbing FC   | 2  | 2  | 0  | 0  | 4  | 2  | +2 | 6   |
|  | 2.  | Vejle BK      | 3  | 1  | 2  | 0  | 4  | 2  | +2 | 5   |
|  | 3.  | Roskilde      | 2  | 1  | 1  | 0  | 3  | 1  | +2 | 4   |
|  | 4.  | FC Helsingør  | 2  | 1  | 1  | 0  | 2  | 1  | +1 | 4   |
|  | 5.  | Skive         | 2  | 1  | 1  | 0  | 2  | 1  | +1 | 4   |
|  | 6.  | HB Køge       | 2  | 1  | 1  | 0  | 1  | 0  | +1 | 4   |
|  | 7.  | Fremad Amager | 2  | 0  | 2  | 0  | 1  | 1  | 0  | 2   |
|  | 8.  | Akademisk     | 2  | 0  | 1  | 1  | 3  | 4  | -1 | 1   |
|  | 9.  | Næstved       | 2  | 0  | 1  | 1  | 3  | 4  | -1 | 1   |
|  | 10. | Fredericia    | 2  | 0  | 1  | 1  | 1  | 2  | -1 | 1   |
|  | 11. | Hobro         | 2  | 0  | 1  | 1  | 2  | 4  | -2 | 1   |
|  | 12. | Vendsyssel    | 3  | 0  | 0  | 3  | 3  | 7  | -4 | 0   |

## Partidos

### Primera vuelta
| Jornada 1 | Jornada 1 | Jornada 1 | Jornada 1 | Jornada 1 | Jornada 1 | Jornada 1 | Jornada 1 | Jornada 1 | Jornada 1 | Jornada 1 | Jornada 1 |
| Local     | Resultado | Visitante | Fecha     | Estadio   |           |           |           |           |           |           |           |
| --------- | --------- | --------- | --------- | --------- | --------- | --------- | --------- | --------- | --------- | --------- | --------- |

## Estadísticas

### Máximos goleadores
| [[]] | [[]] |  |  |      |      |  |  |
| [[]] | [[]] |  |  | [[]] | [[]] |  |  |